# (14930) 1994 WL3
1994 دابليو أل 3 (ويعرف أيضًا باسم (14930) 1994 دابليو أل 3 وفق تسمية الكوكب الصغير) (بالإنجليزية: 1994 WL3)‏ هو كويكب ضمن حزام الكويكبات؛ وترتيبه 14930 من حيث الاكتشاف.
اكتُشف هذا الجُرم الفلكي بواسطة هيروشي كانيدا في 28 نوفمبر 1994.

## وصلات خارجية
- (14930) 1994 WL3 في قاعدة بيانات مختبر الدفع النفاث لأجرام النظام الشمسي الصغيرة

- الاكتشاف · مخطط المدار ·  العناصر المدارية · المعلمات المادية

- (14930) 1994 WL3 على موقع ويكي سكاي: DSS2, SDSS, GALEX, IRAS, Hydrogen α, X-Ray, Astrophoto, Sky Map, Articles and images